# Cyrk nocy
Cyrk nocy (ang. The Night Circus) – amerykańska powieść fantasy z 2011 autorstwa Erin Morgenstern. Pierwotnie została napisana na coroczny konkurs pisarski National Novel Writing Month (NaNoWriMo). Powieść charakteryzuje się nielinearną narracją, pisaną z wielu punktów widzenia. W 2012 zdobyła Alex Award. Znalazła się na liście bestsellerów dziennika „The New York Times”. W 2012 ukazało się polskie wydanie nakładem Świata Książki. Tłumaczem był Patryk Gołębiowski.